# Hazardia
Hazardia là một chi thực vật có hoa trong họ Cúc (Asteraceae).

## Loài
Chi Hazardia gồm các loài: